# 隔代贫穷

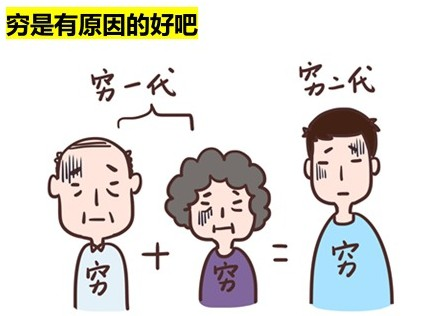
very poor

所谓隔代贫穷或者叫跨代贫穷，是指在一个社会资源分配极度不平均的情况下（不患寡而患不均），处于社会底层的家庭，向上流动的机会极小，家庭里面的下一代成员，从一出生开始就处于拥有资源的劣势，自然也会有极大的机会长期处于贫穷状态。
在现代常态的文明民主社会，一个家庭整体成员的向上流动，很大程度取决于他们拥有的社会资源和教育水平。但如果社会制度不能对社会资源进行合理分配，大部分以家庭或家族为单位的整体，将会长时间停留在某个地位水平。一个家庭获得社会资源，可以通过一个公式计算得到：
当社会分配越不公，分配系数就比1越小。而当今社会对贫穷或富有的定义大部分情形是指物质和社会资源的多寡。所以隔代贫穷必然出现在一个社会资源分配极度不公，良好的教育资源也只能高额的代价去获得的社会。